# The Caribou in the Room
The Caribou in the Room (en español El Caribú en el cuarto) es el sexto capítulo de la primera temporada de la serie de televisión estadounidense Men in Trees.

## Trama
Marin quiere averiguar si Jack y ella pueden ser realmente amigos después de haber dormido juntos.  Patrick comienza a preguntarse si hay un problema en su relación con Annie, porque ella siempre pide que él salga del cuarto después de haber tenido relaciones. Mientras tanto, Ben se cansa de tener que mover furtivamente alrededor con Sara, y él pide que Theresa se vaya.
- Datos: Q6144215